# Kosteiiv, Jovkva
Kosteiiv (în ucraineană Костеїв) este un sat în așezarea urbană Kulîkiv din raionul Jovkva, regiunea Liov, Ucraina.

## Demografie
Componența lingvistică a localității Kosteiiv
     Ucraineană (100%)
Conform recensământului din 2001, toată populația localității Kosteiiv era vorbitoare de ucraineană (100%).